# ファハン
ファハン (Fachan) は、スコットランドの高地地方に伝わる妖精の一種である。別名ジイリッハ (Direach)。
禿げた頭部に長い顎鬚で、鹿の腰巻を身につけた姿をしている。
頭と胴体は普通にあるが、目と腕と脚をひとつずつしか持たない。
一本腕は胸の前から出ている。
ゴブリンの仲間であり、小人のように小さな魔物とされることがある。
その逆に、ケルト神話のフォモール族の子孫であり、巨人のように大きな姿をしているともされる。